# وسيم البنا
وسيم البنا (مواليد 10 مايو 1979) هو لاعب كرة قدم دنماركي فلسطيني سابق كان يلعب كمهاجم. ولد في لبنان وانتقل إلى ألمانيا في سن الخامسة قبل أن يستقر مع عائلته في أودنسه. حصل على الجنسية الدنماركية عام 1997.

## روابط خارجية
- Danish national team profile